# ジェレミー・ショッキー
ジェレミー・チャールズ・ショッキー(Jeremy Charles Shockey、1980年8月18日- )は、アメリカ合衆国オクラホマ州エイダ出身の元アメリカンフットボール選手。現役時代のポジションはタイトエンド。右腕に彫られた刺青がトレードマーク。

## 経歴

### 高校時代
エイダ高校時代は主にワイドレシーバーやラインバッカーとしてプレーしていた。最終学年、ショッキーは50回のパスレシーブで1108ヤード、5タッチダウンを記録した。また、4つのパントリターンタッチダウンを記録し、オクラホマ州代表チームにも選ばれた。
ショッキーを擁するエイダ高校は州大会準決勝まで進出し、ショッキーも準決勝戦で8レシーブ、206ヤードを獲得したものの、試合はチカシェー高校に敗れた。

### 大学時代
1999年、高校を卒業したショッキーは、マイアミ大学に進学し、タイトエンドに転向した。2000年のライバル、フロリダ州立大学戦では残り46秒に逆転のタッチダウンパスをキャッチ、チームは27-24で勝利した。
2001年にはマイアミ大は全米1位に輝き、ショッキーもチームトップの45レシーブで604ヤード、8タッチダウンを獲得した。2002年、ショッキーはNFLドラフトで、ニューヨーク・ジャイアンツに全体14位で指名された。

### ジャイアンツ時代
ショッキーはすぐにNFLに順応し、ダイエットペプシ・NFLルーキーアワードを受賞、5シーズンで4回プロボウルに選ばれるなど、ジャイアンツのオフェンスの要として活躍した。特にリードブロックの技術があり、身体能力の高さで知られる半面、ほかの選手やマスコミに対して生意気な態度をとることでも知られた。
その最たる例は、2006年シーズンの第3週、シアトル・シーホークスに敗れたのち、ショッキーはインタビューで、「ヘッドコーチのせいで負けた」と発言したことである。（後日、ショッキーはヘッドコーチのトム・コフリンに謝罪し、事なきを得た。）
2005年10月12日、ショッキーはタイトエンドとして史上最高額となる総額2,638万ドルで、ジャイアンツと5年契約を結んだ。
2007年12月16日、第15週のワシントン・レッドスキンズ戦でショッキーは左の腓骨を骨折し、足首を故障した。手術を受けることとなり、残りシーズンを棒に振ることになり、先発タイトエンドの座はケビン・ボスに奪われることとなった。
ショッキーが離脱している間に、ジャイアンツはNFCチャンピオンとなり、ニューイングランド・ペイトリオッツとの第42回スーパーボウルを制覇した。この快進撃を受けて、一部ではジャイアンツにショッキーは不要なのではという意見も出た。
2008年のドラフトを前にして、たびたびトレード要求を繰り返したショッキーにトレードのうわさが浮上したが、ドラフト終了後、球団はショッキーを手放さないと明言した。しかし、ショッキーは明らかに動揺しており、ミニキャンプ中にGMと大声で口喧嘩をしていたという報告もある。同年7月、ショッキーはドラフト2巡目と5巡目の指名権とのトレードでニューオーリンズ・セインツに移籍した。

### セインツ時代
トレード直後、ショッキーは新しいチームメートたちと友好的な関係を築こうとして、記者に、「セインツはドリュー・ブリーズを筆頭に、オフェンスにいい選手がたくさんいる。今から入団が楽しみだ」とコメントした。
2008年シーズン初戦、タンパベイ・バッカニアーズ戦でショッキーは6レシーブ、54ヤードを獲得し、順調な滑り出しを見せたが、3週目にヘルニアにかかり5週間欠場することとなり、結局、キャリア最低の483ヤード、0タッチダウンに終わった。
2009年5月、ラスベガスで行われたパーティーで脱水症状を起こし病院に運ばれた。この年ショッキーは終始腰痛に悩まされ続けたものの、オフェンスの要として48レシーブで569ヤードを獲得した。レギュラーシーズンの最後の3試合を欠場、またディビジョナル・プレーオフのアリゾナ・カージナルス戦で右ひざを負傷したもののインディアナポリス・コルツとの第44回スーパーボウルに出場し逆転のタッチダウンレシーブをキャッチした。
2010年5月に脱水症状や発作を起こし病院に搬送された。これは脱水症状と低血糖が原因と後にわかった。8月27日、セインツのトレーニングルームで脱水症状を起こして意識を失い、病院へ搬送され、入院した。シーズン第10週のカロライナ・パンサーズ戦でNFLのタイトエンドとして8人目の500キャッチを達成した。
2011年2月22日、セインツから解雇されたが、3月3日、マイアミ大学時代に教えを受けたロブ・チャドジンスキーがオフェンスコーディネーターを務めるカロライナ・パンサーズと1年契約を結んだ。

### パンサーズ時代
2011年は37回のキャッチで455ヤード、4TDをあげた。シーズン終了後、パンサーズは契約を延長せず、無制限フリーエージェントとなっている。

## プレースタイル
キャッチ能力に優れているが怪我が多く1シーズン16試合出場したことはない。

## エピソード
彫るのに3日、都合21時間以上もかかったというトレードマークの刺青の絵柄は星条旗とアメリカの国鳥のハクトウワシで、「自分がアメリカ人であり、アメリカ人であることを誇りに思っているから」この絵柄にしたという。